# Кызыльский сельсовет
Кызыльский сельсовет — муниципальное образование в муниципальном районе Альшеевский район Республики Башкортостан Российской Федерации.
Согласно «Закону о границах, статусе и административных центрах муниципальных образований в Республике Башкортостан» имеет статус сельского поселения.

## Население
| 2002 | 2009  | 2010  | 2012  | 2013  | 2014  | 2015  |
| ---- | ----- | ----- | ----- | ----- | ----- | ----- |
| 1597 | ↘1492 | ↘1314 | ↘1167 | ↘1101 | ↘1043 | ↘1001 |
| 2016 | 2017  | 2018  | 2019  | 2020  |       |       |
| ↘960 | ↘910  | ↘909  | ↘876  | ↘803  |       |       |

## Состав сельского поселения
| № | Населённый пункт | Тип населённого пункта       | Население |
| - | ---------------- | ---------------------------- | --------- |
| 1 | Тавричанка       | село, административный центр | ↘635      |
| 2 | Уразметово       | село                         | ↘227      |
| 3 | Ярташлы          | деревня                      | ↘199      |
| 4 | Сулпан           | деревня                      | ↘117      |
| 5 | Мурзагулово      | деревня                      | ↗85       |
| 6 | Орловка          | деревня                      | ↗51       |
| 7 | Писаревка        | деревня                      | ↘0        |

### Упразднённые населённые пункты
Равнина упразднена согласно Указу Президиума ВС Башкирской АССР от 12.12.1986 N 6-2/396 «Об исключении из учётных данных некоторых населенных пунктов»